# Nigellidin
Nigellidin ist ein Alkaloid des Echten Schwarzkümmels.

## Vorkommen

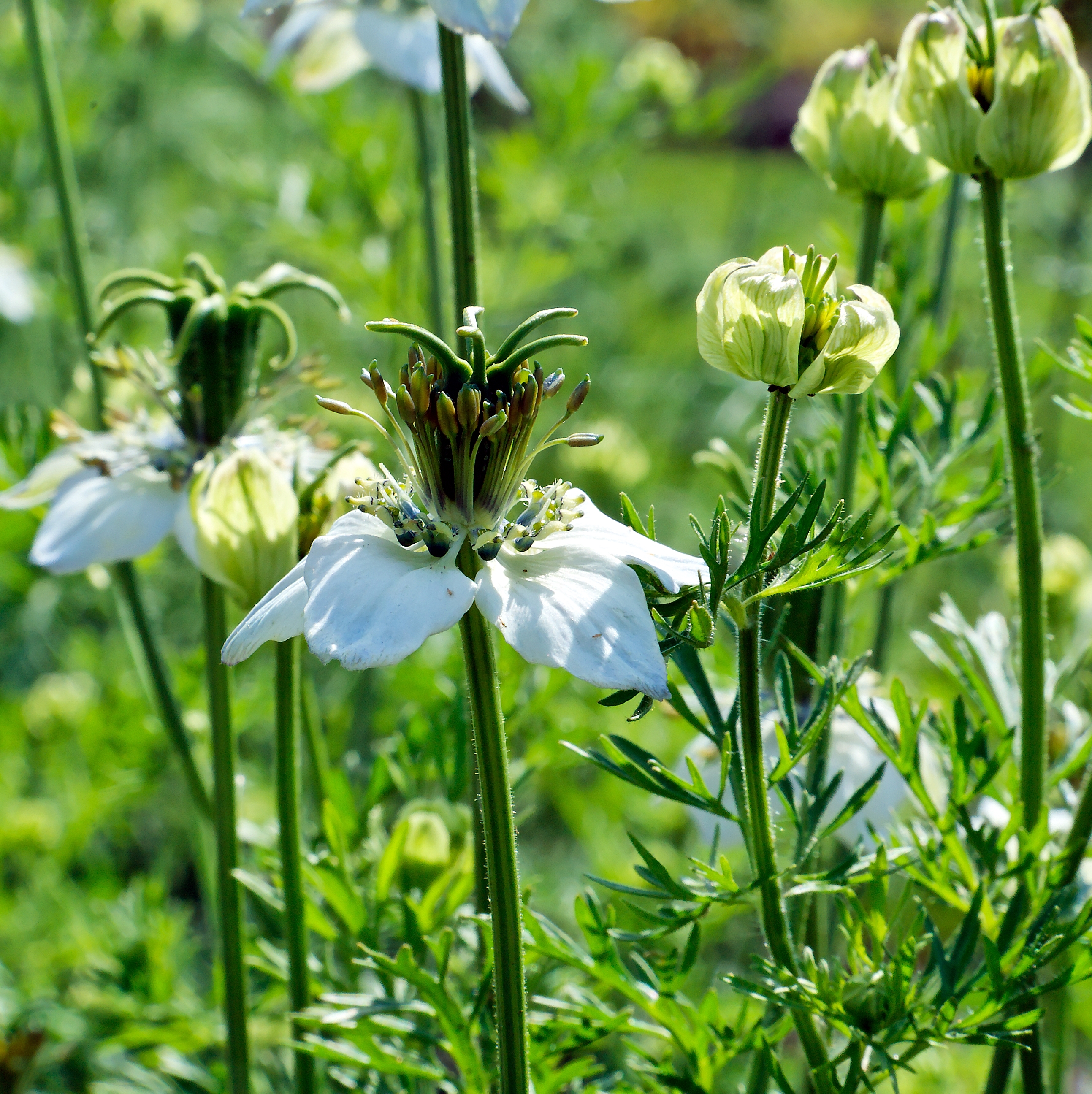
Echter Schwarzkümmel

Nigellidin kommt im Echten Schwarzkümmel vor. Auch ein Sulfat-Derivat ist in der Pflanze enthalten und stellt möglicherweise die Speicherform des Nigellidins dar.

## Herstellung
Nigellidin kann ausgehend von 4-Methoxy-6-methyl-(1H)-indazol synthetisiert werden. Dazu wird zunächst die Aminogruppe mit Dihydropyran geschützt. Anschließend wird unter Katalyse von Palladium(II)-acetat mit Phenanthrolin das Intermediat an 4-Bromanisol gekuppelt, um eine Methoxyphenylgruppe einzuführen. Die Pyranschutzgruppe wird mit Acetylchlorid entfernt und die Aminogruppe mit Natriumhydrid deprotoniert, um mit 1,4-Dibrombutan eine zusätzliche C4-Gruppe einzuführen. Durch Kochen in Acetonitril wird der zusätzliche Sechsring gebildet. Die O-Methylgruppen können mittels Bortribromid entfernt werden.